# Lijst van zoetwatervissen in Madagaskar
Dit is een lijst van zoetwatervissen in Madagaskar. Deze vissen leven in de Malagassische meren en rivieren.
- Acanthopagrus berda
- Acentrogobius therezieni
- Agonostomus catalai
- Agonostomus telfairii
- Ambassis fontoynonti, endemisch
- Ambassis gymnocephalus
- Ambassis natalensis
- Ambassis productus
- Ambassis urotaenia
- Ancharius fuscus, endemisch
- Ancharius griseus, endemisch
- Anguilla bengalensis
- Anguilla bicolor
- Anguilla marmorata
- Anguilla mossambica
- Apogon lateralis
- Arius africanus
- Arius festinus, endemisch
- Arius madagascariensis
- Arius uncinatus, endemisch
- Awaous aeneofuscus
- Bathygobius fuscus
- Bedotia albomarginata, endemisch
- Bedotia geayi, endemisch
- Bedotia leucopteron
- Bedotia madagascariensis, endemisch
- Bedotia marojejy, endemisch
- Bedotia masoala, endemisch
- Butis butis
- Butis koilomatodon
- Carassius auratus
- Carcharhinus amboinensis
- Carcharhinus leucas
- Channa maculata
- Channa striata
- Chanos chanos
- Chonophorus macrorhynchus
- Croilia mossambica
- Cyprinus carpio
- Eleotris acanthopoma
- Eleotris fusca
- Eleotris margaritacea
- Eleotris mauritianus
- Eleotris pellegrini, endemisch
- Eleotris vomerodentata
- Esox lucius
- Galeichthys feliceps
- Gambusia affinis
- Gambusia holbrooki
- Gerres filamentosus
- Glossogobius ankaranensis, endemisch
- Glossogobius callidus
- Glossogobius giuris
- Gobiodon rivulatus
- Gobitrichinotus arnoulti
- Gobius hypselosoma
- Gogo arcuatus, endemisch
- Gogo atratus
- Gogo brevibarbis, endemisch
- Gogo ornatus, endemisch
- Heterotis niloticus
- Hippichthys cyanospilos
- Hypophthalmichthys molitrix
- Hypseleotris cyprinoides
- Hypseleotris tohizonae, endemisch
- Katria katria
- Kuhlia caudavittata
- Kuhlia mugil
- Kuhlia rupestris
- Labeo rohita
- Lepomis cyanellus
- Lepomis macrochirus
- Liza macrolepis
- Liza melinoptera
- Macropodus opercularis
- Megalops cyprinoides
- Mesopristes elongatus, endemisch
- Microctenopoma ansorgii
- Microphis brachyurus
- Microphis fluviatilis
- Microphis leiaspis
- Micropterus salmoides
- Mugil cephalus
- Mugilogobius mertoni
- Oncorhynchus mykiss
- Oncorhynchus tshawytscha
- Ophieleotris aporos
- Ophiocara macrolepidota, endemisch
- Ophiocara porocephala
- Oreochromis aureus
- Oreochromis macrochir
- Oreochromis mossambicus
- Oreochromis niloticus
- Oreochromis shiranus
- Oreochromis spilurus
- Osphronemus goramy
- Oxylapia polli, endemisch
- Pachypanchax arnoulti, endemisch
- Pachypanchax omalonotus
- Pachypanchax patriciae, endemisch
- Pachypanchax playfairii
- Pachypanchax sakaramyi, endemisch
- Pachypanchax sparksorum, endemisch
- Pachypanchax varatraza, endemisch
- Pantanodon madagascariensis, endemisch
- Paratilapia polleni, endemisch
- Paretroplus dambabe
- Paretroplus damii, endemisch
- Paretroplus gymnopreopercularis
- Paretroplus kieneri, endemisch
- Paretroplus lamenabe
- Paretroplus maculatus, endemisch
- Paretroplus maromandia
- Paretroplus menarambo
- Paretroplus nourissati
- Paretroplus petiti, endemisch
- Paretroplus polyactis, endemisch
- Paretroplus tsimoly
- Pellona ditchela
- Pisodonophis boro
- Pisodonophis cancrivorus
- Plectorhinchus gibbosus
- Plicofollis dussumieri
- Poecilia reticulata
- Pristis microdon
- Pristis pectinata
- Ptychochromis curvidens, endemisch
- Ptychochromis grandidieri, endemisch
- Ptychochromis inornatus, endemisch
- Ptychochromis insolitus, endemisch
- Ptychochromis loisellei, endemisch
- Ptychochromis makira, endemisch
- Ptychochromis oligacanthus, endemisch
- Ptychochromis onilahy, endemisch
- Ptychochromoides betsileanus, endemisch
- Ptychochromoides itasy
- Ptychochromoides vondrozo
- Ratsirakia legendrei, endemisch
- Redigobius balteatus
- Redigobius bikolanus
- Rheocles alaotrensis, endemisch
- Rheocles derhami, endemisch
- Rheocles lateralis, endemisch
- Rheocles pellegrini, endemisch
- Rheocles sikorae, endemisch
- Rheocles vatosoa, endemisch
- Rheocles wrightae, endemisch
- Rutilus rutilus
- Salmo trutta
- Sauvagella madagascariensis, endemisch
- Sauvagella robusta
- Scatophagus tetracanthus
- Sicyopterus fasciatus
- Sicyopterus franouxi
- Sicyopterus lagocephalus
- Sicyopterus punctissimus
- Sillago sihama
- Stenogobius genivittatus
- Stenogobius polyzona
- Taenioides gracilis
- Tanichthys albonubes
- Teramulus kieneri, endemisch
- Teramulus waterloti, endemisch
- Terapon jarbua
- Tilapia rendalli
- Tilapia sparrmanii
- Tilapia zillii
- Tinca tinca
- Typhleotris madagascariensis, endemisch
- Typhleotris pauliani, endemisch
- Xiphophorus hellerii
- Xiphophorus maculatus
- Yongeichthys nebulosus